# Chioninia coctei
Lo scinco gigante di Capo Verde (Chioninia coctei Duméril & Bibron, 1839), chiamato anche lagarto o scinco di Cocteau, era un grosso sauro  della famiglia Scincidae che abitava le isole (ilhéu) di Branco e Raso nelle isole di Capo Verde. L'epiteto specifico è un omaggio all'erpetologo Jean-Théodore Cocteau.

## Descrizione
Questo animale era molto grande rispetto alle altre specie di scinchi: gli esemplari più grandi potevano raggiungere i 32 centimetri di lunghezza, e la coda, tozza e cilindrica, era lunga quasi quanto il resto del corpo e la testa. Chioninia coctei aveva un aspetto tozzo e massiccio. Era presente un alto numero di file trasversali di scaglie dorsali. Il cranio possedeva ossa parietali appaiate, separate da un osso interparietale (Miralles et al., 2010). Lo scinco gigante di Capo Verde è considerato l'unico fra gli scincidi ad avere le corone dentarie multicuspidate (con cinque cuspidi) e compresse in senso labiolinguale (Greer, 1976). Un'altra caratteristica di questa specie era data dalla palpebra inferiore trasparente.

## Biologia
Chioninia coctei era uno scinco parzialmente arboricolo, in grado comunque di adattarsi alle condizioni semidesertiche create quando le isole di Capo Verde furono sfruttate dagli uomini e invase dagli animali domestici centinaia di anni fa. Era in grado di arrampicarsi ma preferiva restare ad altezze modeste: si nutriva principalmente di materiale vegetale, come frutti e germogli, tuttavia col deteriorarsi dell'habitat si adattò ad una vita più carnivora, cominciando ad includere nella dieta anche uova e piccoli uccelli. La forma dell'orifizio genitale sembra suggerire che questi animali fossero vivipari, tuttavia si hanno testimonianze della capacità di questi scinchi di deporre uova.

## Classificazione

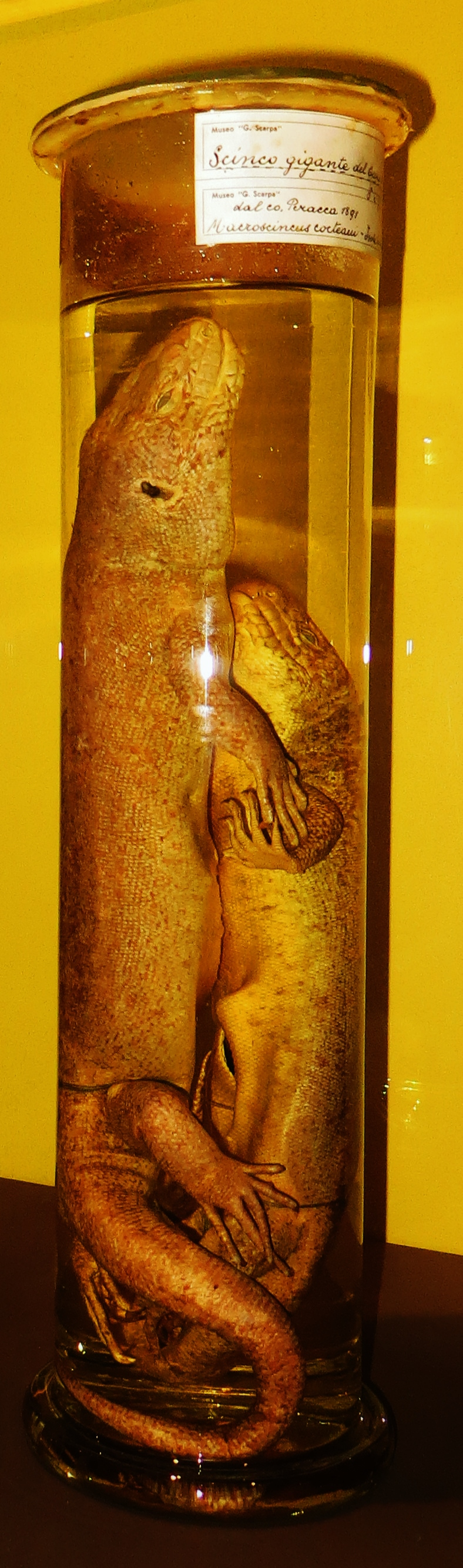
Esemplari di Chioninia coctei conservati al MUSE di Trento

Descritto inizialmente da Duméril e Bibron nel 1839 con il nome di Euprepes coctei, questo animale è stato in seguito attribuito al genere Macroscincus (Boulenger, 1887). Successive analisi del DNA mitocondriale hanno messo in evidenza la forte parentela degli scinchi giganti con il genere Mabuya (Carranza et al., 2001), anche se ulteriori studi hanno indicato che le parentele dello scinco gigante di Capo Verde siano da ricercare all'interno del genere Chioninia, comprendente gli scinchi endemici di Capo Verde (Miralles et al., 2010).

## Estinzione
Il primo contatto con l'uomo si ebbe quando sulle isole naufragarono delle barche di prigionieri ammutinatisi, che utilizzarono gli scinchi come risorsa alimentare.
L'estinzione della specie è stata causata dalla concatenazione della caccia da parte degli abitanti delle isole vicine (che utilizzavano questi animali sia come cibo, sia per produrre l'"olio di scinco"), la distruzione dell'habitat ed un prolungato periodo di siccità, che diede il colpo di grazia a questa specie, che non era mai stata osservata prima dell'inizio del XX secolo.
L'esploratore Leonardo Fea portò in Italia numerosi esemplari, che sono a tutt'oggi conservati e costituiscono gli unici esemplari rimanenti di questo animale.
In seguito, studiosi come Sheliech, Andreone e Pather intrapresero spedizioni al fine di trovare qualche esemplare vivente, fallendo tuttavia nell'intento: agli inizi del Novecento, degli erpetologi tedeschi tentarono di intraprendere un programma di riproduzione in cattività di questi animali, fallendo anch'essi.
Nella Lista delle specie in pericolo IUCN del 2013, Chioninia coctei è dichiarato ufficialmente estinto (Vasconcelos, 2013).